# Erica algida
Erica algida är en ljungväxtart som beskrevs av Harry Bolus. Erica algida ingår i släktet klockljungssläktet, och familjen ljungväxter. Inga underarter finns listade i Catalogue of Life.